# Jesús Olalla
Jesús Olalla Iraeta, dit Iosu Olalla, né le 15 juillet 1971 à Irun, est un ancien handballeur espagnol évoluant au poste de demi-centre. Il est notamment double médaillé de bronze aux Jeux olympiques et vice-champion d'Europe.
En club, il a effectué l'essentiel de sa carrière en Espagne, remportant notamment deux Ligue des champions et quatre Coupe des coupes.

## Palmarès

### En club
Compétitions internationales
- Vainqueur de la Ligue des champions (2) : 1996 (avec FC Barcelone), 2001 (avec SDC San Antonio)
- Vainqueur de la Coupe des coupes (4) : 1994, 1995 (avec FC Barcelone), 1997 (avec Bidasoa Irún), 2000 (avec SDC San Antonio)
- Vainqueur de la Supercoupe d'Europe (2) : 2000

Compétitions nationales
- Vainqueur du championnat d'Espagne (1) : 1996 (avec FC Barcelone)
- Vainqueur de la Coupe ASOBAL (3) : 1993, 1995, 1996
- Vainqueur de la Coupe d'Espagne (4) : 1991, 1994, 1999, 2001
- Vainqueur de la Supercoupe d'Espagne (1) : 1994

### En sélection nationale
Jeux olympiques
- Médaille de bronze aux Jeux olympiques de 1996 à Atlanta,  États-Unis
- Médaille de bronze aux Jeux olympiques de 2000 à Sydney,  Australie

Championnats d'Europe
- 5e place au Championnat d'Europe 1994,  Portugal
- Médaille d'argent au Championnat d'Europe 1996,  Espagne
- Médaille d'argent au Championnat d'Europe 1998,  Italie
- Médaille de bronze au Championnat d'Europe 2000,  Croatie
- 7e place au Championnat d'Europe 2002,  Suède

Championnats du monde
- 11e place au Championnat du monde 1995,  Islande
- 9e place au Championnat du monde 1997,  Japon
- 4e place au Championnat du monde 1999,  Égypte
- 7e place au Championnat du monde 2001,  France
- 4e place au Championnat du monde 2003,  Portugal

Autres
- Médaille de bronze aux Goodwill Games de 1994